# Демонакс (лунный кратер)
Кратер Демонакс (лат. Demonax) — огромный древний ударный кратер в южной приполярной области видимой стороны Луны. Название присвоено в честь древнегреческого философа II века Демонакса и утверждено Международным астрономическим союзом в 1935 г. Образование кратера относится к нектарскому периоду.

## Описание кратера

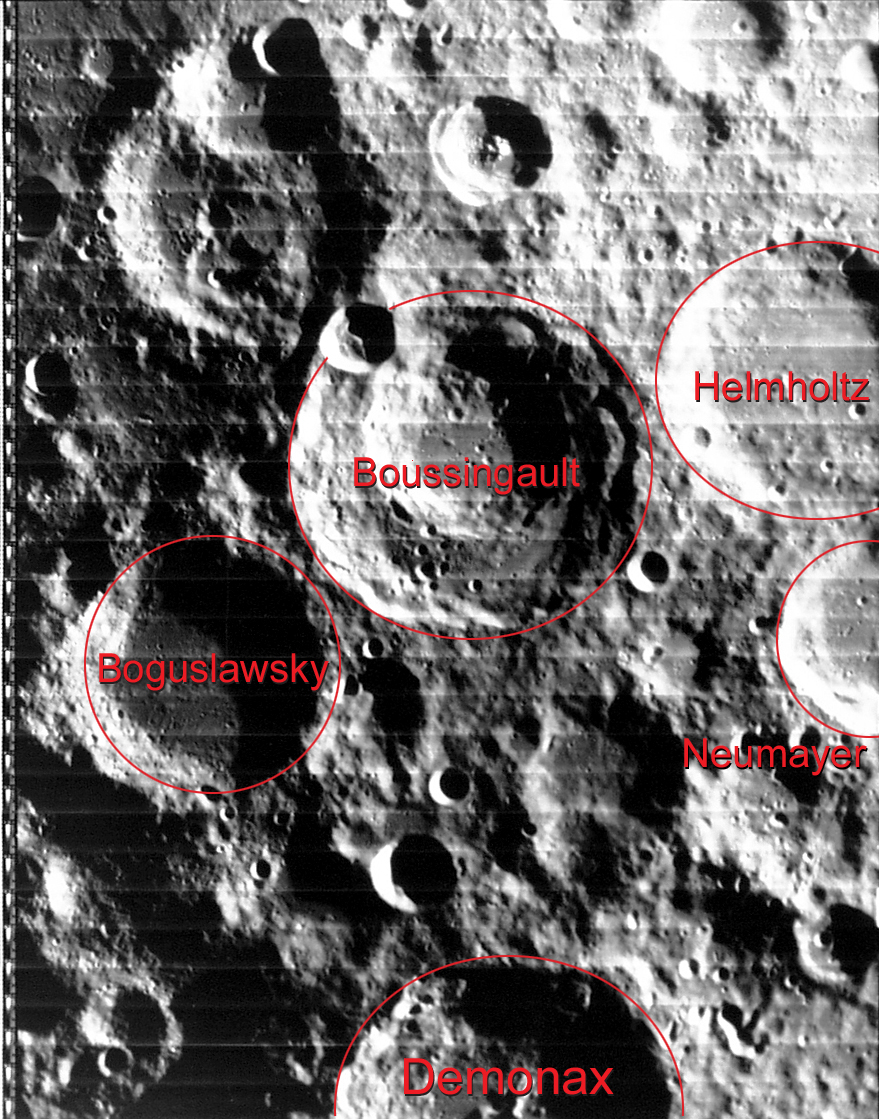
Снимок Lunar orbiter IV.

Ближайшими соседями кратера являются кратер Шомбергер на западе; кратер Богуславский на северо-западе; кратер Буссенго на севере; кратер Неймайер на севере-северо-востоке; кратер Хэйл на северо-востоке; кратер Гансвиндт на востоке; кратеры Фон Байер и Сведберг на юге-юго-востоке, а также кратер Скотт на юго-западе. Селенографические координаты центра кратера 78°05′ ю. ш. 59°22′ в. д. / 78,09° ю. ш. 59,36° в. д., диаметр 121,93 км, глубина 5 км.

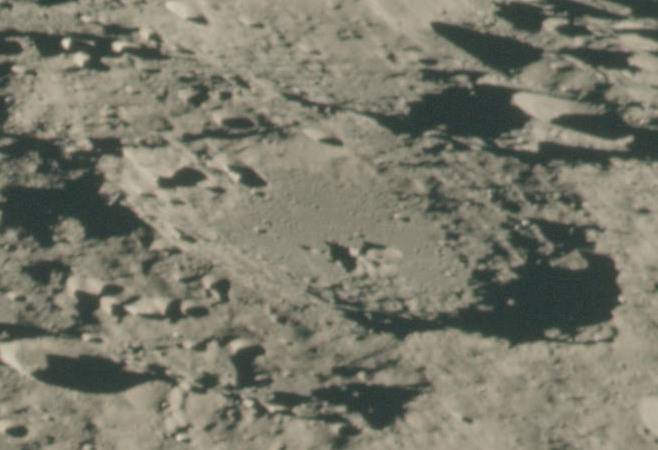
Снимок кратера с борта Аполлона-15.

Кратер имеет близкую к циркулярной форму, за длительное время своего существования значительно разрушен. Вал перекрыт множеством кратеров различного размера, особенно выделяется скрпление кратеров в юго-восточной части вала. Внутренний склон вала с остатками террасовидной структуры, особенно заметной в западной части. Высота вала над окружающей местностью достигает 1640 м, объем кратера составляет приблизительно 17500 км³. Дно чаши кратера затоплено лавой, ровное за исключением холмистой северной части. В центре чаши находится группа пиков.
Вследствие своего расположения вблизи южного полюса Луны кратер имеет искаженную форму при наблюдениях с Земли. Из-за освещения низкими лучами Солнца северная часть чаши и внутреннего склона кратера практически постоянно находится в тени.

## Сателлитные кратеры

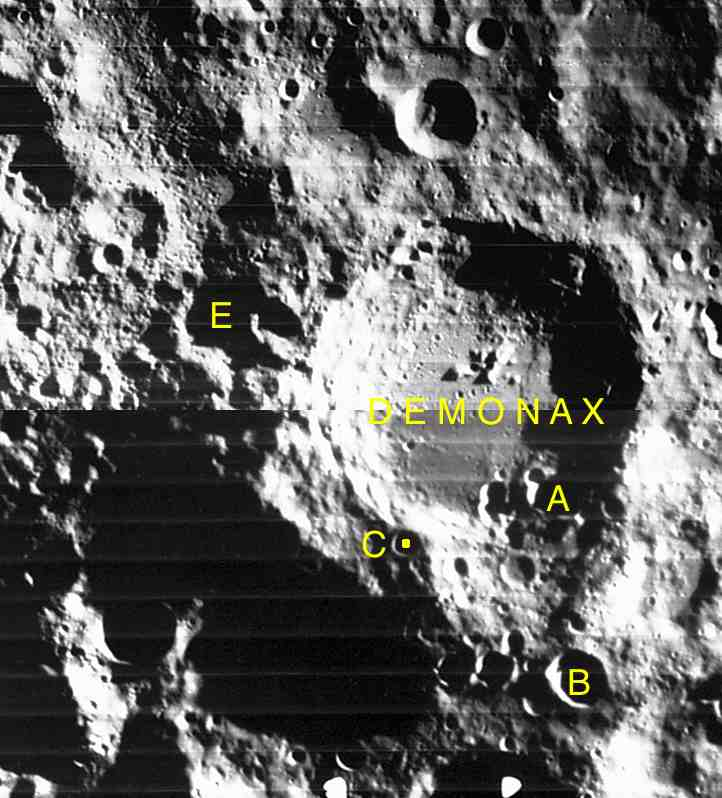
Комбинация снимков Lunar orbiter IV IV-070-H2 и IV-058-H1.

| Демонакс | Координаты                                            | Диаметр, км |
| -------- | ----------------------------------------------------- | ----------- |
| A        | 79°21′ ю. ш. 65°52′ в. д. / 79,35° ю. ш. 65,86° в. д. | 20,1        |
| B        | 81°28′ ю. ш. 72°03′ в. д. / 81,47° ю. ш. 72,05° в. д. | 23,2        |
| C        | 80°17′ ю. ш. 56°17′ в. д. / 80,28° ю. ш. 56,29° в. д. | 10,4        |
| E        | 78°14′ ю. ш. 43°13′ в. д. / 78,24° ю. ш. 43,21° в. д. | 33,8        |